# منتزه مانوفو غوندا سانت فلوريس
منتزه مانوفو غوندا سانت فلوريس هي حديقة محمية وفق مواقع التراث العالمي لليونسكو. تقع في جمهورية أفريقيا الوسطى في ولاية بامينغيو - بانغوران ، قرب الحدود مع تشاد. أدرجت على قائمة مواقع التراث العالمي في عام 1988 نتيجة لتنوع الحياة البرية فيها. ومن أهم الأحياء وحيد القرن الأسود والفيلة والفهود والنمور والغزلان الحمراء والجاموس .يعمل الناس في برامج التربية لإنعاش الحياة البرية الطبيعية.

## أنظر ايضا
- محميه أندريه فيليكس الوطنية